# Anna Hagwall
Anna Hagwall, född 19 januari 1953 i Nagykanizsa, Ungern, är en svensk politiker (Alternativ för Sverige, tidigare partilös respektive sverigedemokrat). Hon var ordinarie riksdagsledamot 2013–2018, invald för Sverigedemokraterna för Västra Götalands läns norra valkrets (2013–2014) respektive Västerbottens läns valkrets (2014–2018).
Hagwall uteslöts i december 2016 ur Sverigedemokraterna efter antisemitiska utspel, men valde att sitta kvar i riksdagen som politisk vilde. I maj 2018 meddelade Hagwall att hon gått med i Alternativ för Sverige.

## Biografi
Hagwall kom till Sverige 1972 som anhöriginvandrare från Ungern.
Hagwall är optiker till yrket. Under 2000-talet hade hon en framträdande roll inom Sverigedemokraterna och var fram till 2009 ledamot av partistyrelsen. 2006–2009 var hon partiets andre vice ordförande. Hon representerade SD under en debatt i TV-programmet Insider inför valet 2006.

### Riksdagsledamot
Hon utsågs till ny ordinarie riksdagsledamot från och med 21 februari 2013 sedan Erik Almqvist, invald för Västra Götalands läns norra valkrets, avsagt sig uppdraget.
I riksdagen var Hagwall ledamot i näringsutskottet 2013–2014 och skatteutskottet 2014–2016 samt suppleant i näringsutskottet.
Som riksdagsledamot drev Hagwall bland annat frågor om höjd åldersgräns för valbarhet till riksdagen, att ge alternativmedicin samma status som skolmedicin, och utökad kärnkraft.
I oktober 2016 uteslöts Hagwall ur Sverigedemokraterna efter antisemitiska uttalanden, men satt kvar som politisk vilde i riksdagen fram till 2018. Den 17 maj 2018 gick Hagwall över till Alternativ för Sverige med motiveringen att partiet enligt henne har "en väldigt bestämd och klok återvandringspolitik".

### Kontroverser
I juli 2014 uppmärksammades ett uttalande av Hagwall från en radiointervju där hon uttalade sig om att kvinnor som utsätts för våld i nära relationer inte ska "gnälla så mycket", utan istället borde fråga sig vad deras "roll i det hela" är och att det är upp till kvinnorna själva att ta sig ur sådana relationer. I intervjun påstod Hagwall även att Sverige redan är ett fullt jämställt land, samt att Sverige inte är ett klassamhälle.
Hagwall uppmärksammades åter i oktober 2016, då hon lämnade in en motion i riksdagen med syfte att sprida ägandet inom media och minska Bonnierkoncernens makt i Sverige. I motionen påstod hon felaktigt att koncernen äger 80 procent av de svenska medierna. I ett svar till Aftonbladet föreslog Hagwall att ingen etnisk grupp skall tillåtas att kontrollera mer än fem procent av medierna, ett uttalande som av flera utomstående bedömare tolkats som antisemitiskt.
Den 8 oktober 2016 meddelade Hagwall att hon skulle avgå som ordinarie ledamot av skatteutskottet i riksdagen, som ersättare i näringsutskottet och som intern ledare för Sverigedemokraternas skattepolitiska grupp, samt att hon inte skulle ställa upp i riksdagsvalet 2018. Hon avsåg dock sitta kvar i kommunfullmäktige i Rättvik och i landstingsfullmäktige i Dalarna. I slutet av oktober meddelades att Hagwall skulle uteslutas ur partiet.
Den 5 december 2016 meddelades det att Hagwall uteslöts ur Sverigedemokraterna och därmed blev hon politisk vilde i riksdagen. Även efter hennes uteslutning ur partiet har hon orsakat kontroverser, bland annat då hon i mars 2017 bjöd in etnologiprofessorn Karl-Olov Arnstberg, som bland annat anklagats för att sprida antisemitiska konspirationsteorier, skrivit om "de icke-vita rasernas intrång på vita territorier" samt lyfts fram av nazistiska Nordiska motståndsrörelsens nättidning Nordfront, till ett seminarium i riksdagen.